# Alejandro Flores
Alejandro Flores Salas (Santiago de los Caballeros, 4 dicembre 1981) è un cestista dominicano.

## Carriera
Con la Rep. Dominicana ha disputato i Campionati americani del 2009.